# SIMBAD
SIMBAD (englisch Set of Identifications, Measurements and Bibliography for Astronomical Data; deutsch Datei der Kennzeichnungen, Maße und der Bibliographie für astronomische Größen) ist eine Datenbank der astronomischen Informationen über galaktische und extragalaktische Objekte. 
Es wird durch das Centre de Données astronomiques de Strasbourg (CDS), Frankreich gewartet. SIMBAD wurde erstellt, indem man den Katalog der stellaren Kennzeichnungen (CSI) und den bibliographischen Sternindex zusammenführte, wie sie im Rechenzentrum der Sternwarte Meudon bis 1979 bestanden, und dann durch zusätzliche Quelldaten aus anderen Verzeichnissen und der akademischen Literatur erweiterte. 
Die erste interaktive Online-Version, bekannt als Version 2, wurde 1981 zur Verfügung gestellt. Die 1990 herausgebrachte Version 3 wurde in der Programmiersprache C entwickelt und läuft auf Unix-Stationen des Straßburger Observatoriums. Im Herbst 2006 kam die Version 4 der Datenbank heraus, die mittels PostgreSQL betrieben wird, sowie die dazugehörige, vollständig in der Programmiersprache Java geschriebene Software. Am 1. Dezember 2019 enthielt SIMBAD Informationen über 10.877.663 Objekte unter 35.541.598 unterschiedlichen Namen, mit 364.732 bibliographischen Hinweisen und 20.489.110 bibliographischen Zitaten. 
SIMBAD enthält Objekte unserer Milchstraße und extragalaktische Objekte. Eine weitere extragalaktische Datensammlung ist die NASA Extragalactic Database (NED).
Als Anerkennung wurde der Planetoid (4692) SIMBAD (1983 VM7) nach dem Projekt benannt.